# Rechtsfähigkeit (Deutschland)
Rechtsfähigkeit ist die Fähigkeit, Träger von Rechten und Pflichten zu sein. Das BGB unterscheidet dabei –  ausgehend vom rechtstechnischen Oberbegriff Person – natürliche (§ 1 ff. BGB) und juristische Personen § 21 ff. BGB. Der natürlichen Person ist seine Rechtsfähigkeit ohne Rücksicht auf Stand, Geschlecht oder Staatszugehörigkeit und ohne Verleihung durch den Gesetzgeber gegeben. Juristische Personen hingegen unterliegen einer Zweckschöpfung, weshalb ihre Rechtsfähigkeit auf der Anerkennung durch die Rechtsordnung beruht. Zwischen Rechtsfähigkeit und Nichtrechtsfähigkeit liegt die heute anerkannte Teilrechtsfähigkeit, deren Umfang differiert (etwa Nasciturus oder Personenhandelsgesellschaft).

## Grundzüge
Der Grundsatz der allgemeinen Rechtsfähigkeit bedeutet nicht, dass jeder jedes Recht genießt. Einige Rechtsstellungen erfordern besondere Merkmale, wie Altersgebundenheit, etwa die Volljährigkeit als besondere Rechtsfähigkeit. Um materiellem Recht verbindliche Wirkung zu verschaffen, sind Rechtsträger als Normadressaten erforderlich. Die Rechtsfähigkeit beginnt mit der Vollendung der Geburt (§ 1 BGB). Sie kann weder durch Vertrag, Verzicht oder hoheitliche Aberkennung aufgehoben werden. Sie endet mit dem Tod (§ 1922 Abs. 1 BGB). Die Beendigung der Rechtsfähigkeit erfolgt nach verbreiteter Meinung mit Eintreten des Hirntodes. Nach dem Tod besteht keine Rechtsfähigkeit mehr, gleichwohl aber ein postmortales Persönlichkeitsrecht.

## Abgrenzungen
Zu unterscheiden sind die Begriffe Rechtsfähigkeit und Handlungsfähigkeit. Handlungsfähigkeit ist die Fähigkeit, durch eigenes Handeln Rechtsfolgen herbeizuführen. Tangiert sind von der Handlungsfähigkeit daher Fragen der Geschäftsfähigkeit gemäß §§ 104 ff. BGB, die Deliktsfähigkeit gemäß §§ 827 f. BGB und die Verantwortlichkeit für die Verletzung von Verbindlichkeiten (Schuldnerverantwortlichkeit) gemäß § 276 Absatz 1 Satz 2 BGB. Aus der Rechtsfähigkeit folgt nicht zwangsläufig auch Handlungsfähigkeit.
Rechtsfähig ist im Prozessrecht, wer gemäß § 50 Abs. 1 ZPO die Parteifähigkeit besitzt. Die Parteifähigkeit korreliert weitgehend mit der Rechtsfähigkeit, ist aber weiter gefasst als diese, denn auch der nicht rechtsfähige Verein (§ 50 Abs. 2 ZPO) und die politischen Parteien (§ 3 Parteiengesetz) sind prozessfähig, aber nicht rechtsfähig.

## Geschichte
Bis in das 19. Jahrhundert hinein konnte in Deutschland der bürgerliche Tod als Strafe verhängt werden. Er bedeutete den vollständigen Verlust der Rechtsfähigkeit. Bereits im römischen Recht war er eine Folge des Verlustes der persönlichen Freiheit bei Gefangennahme oder als Nebenfolge bei Kapitalverbrechen (lateinisch capitis deminutio maxima). Der hiernach Bestrafte lebte zwar physisch weiter, rechtlich wurde jedoch sein Tod fingiert und er somit als natürliche Person eliminiert.
Vor Inkrafttreten des BGB im Januar 1900 gab es noch den Klostertod. Gemäß § 1199 XI ALR galten Mönche und Nonnen im Sinne des bürgerlichen Rechts mit Ablegung des Gelübdes als verstorben. Nach § 1200 XI ALR verloren sie ihre Rechtsfähigkeit und waren demnach unfähig, Eigentum und andere Rechte zu erwerben, zu besitzen oder darüber zu verfügen.
In der Zeit des Nationalsozialismus gab es Bestrebungen, dem Menschen nicht als Individuum Rechtsfähigkeit zuzugestehen, sondern nur als Teil einer Gemeinschaft. So schrieb Karl Larenz 1935 in Rechtsperson und subjektives Recht:

„Nicht als Individuum, als Mensch schlechthin oder als Träger einer abstrakt-allgemeinen Vernunft habe ich Rechte und Pflichten und die Möglichkeit, Rechtsverhältnisse zu gestalten, sondern als Glied einer sich im Recht ihre Lebensform gebenden Gemeinschaft, der Volksgemeinschaft. Nur als in Gemeinschaft lebendes Wesen, als Volksgenosse ist der Einzelne eine konkrete Persönlichkeit.“

## Stufen der Rechtsfähigkeit
Unterschieden werden Vollrechtsfähigkeit, Teilrechtsfähigkeit und Nichtrechtsfähigkeit.

### Vollrechtsfähigkeit
Natürliche und juristische Personen (soweit anerkannt) besitzen in Deutschland grundsätzlich Vollrechtsfähigkeit, damit auch Minderjährige und Betreute. Vollrechtsfähig sind auch alle juristischen Personen des Privatrechts für die Zeit ihrer Existenz, und zwar die Aktiengesellschaft (AG), Kommanditgesellschaft auf Aktien (KGaA), GmbH und die Genossenschaft.
Auch Personengesellschaften sind vollrechtsfähig, denn sie sind mit der Fähigkeit ausgestattet, „Rechte zu erwerben und Verbindlichkeiten einzugehen“ (§ 14 Abs. 2 BGB). Dazu gehören auch Offene Handelsgesellschaft (OHG) und Kommanditgesellschaft (KG), auch wenn ihnen in § 11 Abs. 2 Nr. 1 InsO die Rechtspersönlichkeit abgesprochen wird. Beiden ist die Rechtsfähigkeit durch § 124 Abs. 1 HGB verliehen. Auch die Europäische wirtschaftliche Interessenvereinigung ist kraft Rechtsgrundverweisung nach dieser Bestimmung voll rechtsfähig. Die Partnerschaft ist nach § 7 Abs. 2 PartGG voll rechtsfähig. Seit Januar 2001 ist auch die Rechtsfähigkeit der GbR-Außengesellschaft anerkannt.
Die volle Rechtsfähigkeit von Kapitalgesellschaften beruht auf Spezialgesetzen. Für die Aktiengesellschaft ergibt sie sich aus § 1 Abs. 1 Satz 1 AktG, die KGaA aus § 278 AktG, die GmbH aus § 13 Abs. 1 GmbH-Gesetz und die Genossenschaft aus § 17 Abs. 1 GenG. Der Verein erlangt nach § 21 BGB seine Rechtsfähigkeit durch Eintragung im Vereinsregister, ein wirtschaftlicher Verein erhält sie kraft staatlicher Verleihung (§ 21 BGB). Stiftungen bedürfen nach § 80 BGB der Anerkennung durch die zuständige Behörde.
Auch die Wohnungseigentümergemeinschaft ist gemäß § 9a Abs. 1 WEG vollrechtsfähig, was mit der WEG-Reform 2020 durch Abschaffung des § 10 Abs. 6 S. 1 WEG aF klargestellt wurde.
Der Erwerb der Rechtsfähigkeit vollzieht sich bei juristischen Personen des Privatrechts durch die konstitutive Eintragung in das Handels-, Vereins- oder Genossenschaftsregister. Die Rechtsfähigkeit einer juristischen Person endet mit dem Abschluss ihrer Liquidation.

### Teilrechtsfähigkeit
Es gibt jedoch graduelle Abstufungen der Rechtsfähigkeit. „Wenn ein Mensch oder eine Personenvereinigung nur einer Gruppe von Rechtssätzen zufolge, sonst aber nicht, Träger von Pflichten und Rechten ist“, liegt Teilrechtsfähigkeit vor. Der von Hans Julius Wolff 1933 eingeführte Begriff der Teilrechtsfähigkeit bedeutet, dass jemand im Hinblick auf bestimmte Rechtsquellen Rechtsfähigkeit besitzt, für andere Rechtsquellen dagegen nicht.
Ausländern sind in Deutschland bestimmte Rechte verwehrt. Hierzu gehört das Wahlrecht für Deutsche nach § 12 Bundeswahlgesetz und die Freizügigkeit für Deutsche nach Art. 11 Abs. 1 GG. Das Wahlrecht und die Freizügigkeit sind kein „Jedermannsrecht“ und stehen daher nur Deutschen zu. Ein Wahlrecht steht Ausländern nicht zu, die Residenzpflicht schränkt für Asylbewerber und Geduldete den Wohnsitz auf den von der zuständigen Behörde festgelegten Bereich ein. Deshalb sind Ausländer nur teilrechtsfähig.
Auch bei Personenvereinigungen gibt es Stufen der Rechtsfähigkeit. Nur teilrechtsfähig ist der nicht eingetragene Verein, weil ihm nicht alle Rechte der Person zuzurechnen sind. Alle juristischen Personen des öffentlichen Rechts sind lediglich teilrechtsfähig, weil ihre Rechtsfähigkeit auf die Wahrnehmung der ihnen übertragenen öffentlichen Aufgaben beschränkt ist. Dazu gehören die Anstalten, Körperschaften und Stiftungen des öffentlichen Rechts.
Einen Sonderfall stellt das ungeborene Kind Nasciturus dar, es ist nach herrschender Meinung teilrechtsfähig. Aus dem in § 1 BGB aufgestellten Grundsatz, dass die Rechtsfähigkeit des Menschen erst mit Vollendung der Geburt beginne, darf im Umkehrschluss nicht gefolgert werden, dass eine Teilrechtsfähigkeit ausgeschlossen sei. Die Geburt im Rechtssinne beginnt mit den Eröffnungswehen und ist vollendet mit dem vollständigen Austritt der Leibesfrucht aus dem Mutterkörper, auf die Lösung der Nabelschnur kommt es nicht an. Der Leibesfrucht wird Teilrechtsfähigkeit zugeschrieben, wo sie das Gesetz mit Rechten ausstattet. Das gilt insbesondere für die Grundrechte nach Art. 2 GG (vor allem das Recht auf Leben, Recht auf körperliche Unversehrtheit) und das Erbrecht, denn nach § 1923 Abs. 2 BGB gilt das Embryo als vor dem Erbfall geboren und kann nach § 1963 BGB sogar Anspruchsgegner der Mutter werden. Der Nondum conceptus ist ein Embryo, der im Rechtssinne noch nicht erzeugt, also nicht empfangen wurde, indem er sich in der Uterusschleimhaut einnistet. Bei ihm ist der Rechtsschutz weiter abgestuft, gleichwohl kann er durch Rechtsgeschäfte Dritter berechtigt werden (§ 331 Abs. 2 BGB).
Die Rechtsfähigkeit ist manchen Personenvereinigungen nicht dauerhaft verliehen. Sinkt die Mitgliederzahl beim eingetragenen Verein auf unter drei Personen ab, ist ihm vom Amtsgericht nach § 73 BGB die Rechtsfähigkeit zu entziehen. Das gilt auch für die Genossenschaft gemäß § 80 Abs. 1 GenG, wenn die Zahl der Genossen weniger als drei beträgt. Sollte ein Idealverein wirtschaftliche Zwecke verfolgen, kann ihm die Rechtsfähigkeit aberkannt werden (§ 43 Abs. 2 BGB).
Zunehmend wird diskutiert, auch Roboter und andere autonome Systeme wie Künstliche Intelligenzen mit einer eigenen (Teil-)Rechtsfähigkeit auszustatten. Schon 2017 hatte das Europäische Parlament die Europäische Kommission aufgefordert, eine „elektronische Persönlichkeit“ für autonome Roboter zu schaffen. Dafür gibt es verschiedene Begründungsansätze. Unter anderem wird argumentiert, dass Künstliche Intelligenzen immer häufiger autonome Entscheidungen treffen; beispielsweise nehmen vernetzte Industriemaschinen heute standardmäßig Warenbestellungen bei Lieferanten vor, ohne dass noch eine natürliche Person tätig wird oder auch nur Kenntnis davon hat.

### Nichtrechtsfähigkeit
Es liegt Nichtrechtsfähigkeit vor, wenn jemand kein Träger von Rechten und Pflichten sein kann. Dazu gehören u. a. der nicht rechtsfähige Verein (§ 54 BGB), die GbR-Innengesellschaft (§§ 705 ff. BGB), die unselbständige nicht rechtsfähige Stiftung, die Bruchteilsgemeinschaft (§§ 741 ff. BGB), der Nachlass eines Verstorbenen (§ 1958 BGB), Investmentfonds (§ 92 Kapitalanlagegesetzbuch), die politischen Parteien ohne Eintragung im Vereinsregister (Normalfall), Gewerkschaften, Arbeitgeberverbände, die stille Gesellschaft und die Erbengemeinschaft. Investmentfonds sind Sondervermögen aus Wertpapieren oder ähnlichen Handelsobjekten und gelten deshalb zivilrechtlich als nicht rechtsfähige Vermögensmassen. Parteien (auf Bundesebene) sind bis auf die CDU und die FDP nicht im Vereinsregister eingetragen und damit in diesem Sinne nicht rechtsfähig, ihre Rechtsstellung regelt sich über das Parteiengesetz (PartG), sie sind dadurch (mindestens) parteifähig (§ 3 PartG) im Rechtssinn. Gewerkschaften und Arbeitgeberverbände sind im Normalfall nicht rechtsfähig, aber stets tarif- und parteifähig (§ 10 ArbGG). Die stille Gesellschaft ist eine reine Innengesellschaft und tritt als solche im Rechtsverkehr nicht auf. Die Erbengemeinschaft ist kein eigenständiges, handlungsfähiges Rechtssubjekt, sondern lediglich eine gesamthänderisch verbundene Personenmehrheit, der mit dem Nachlass ein Sondervermögen zugeordnet ist. Der ARD ZDF Deutschlandradio Beitragsservice (bis 2012: GEZ) ist eine nicht rechtsfähige öffentlich-rechtliche Verwaltungsgemeinschaft (siehe Rundfunkbeitragsstaatsvertrag).
Die Nichtrechtsfähigkeit von Personenvereinigungen oder Sondervermögen hat zur Folge, dass nicht diese, sondern nur jeder einzelne oder alle Gesellschafter als Gesamtschuldner haften oder Rechte als Gesamtgläubiger erwerben können (§ 54 BGB).

## International
Nach Art. 7 Abs. 1 EGBGB unterliegen die Rechtsfähigkeit und die Geschäftsfähigkeit einer Person dem Recht des Staates, dem die Person angehört. Im Gegensatz zu Deutschland ist die Teilrechtsfähigkeit von Ungeborenen in Österreich und der Schweiz gesetzlich klar geregelt. In Österreich bestimmt § 22 ABGB, dass im Falle von Rechten Ungeborener unwiderlegbar vermutet wird, dass sie als Geborene gelten. Noch prägnanter ist die Regelung in der Schweiz, wo Art. 31 Abs. 2 ZGB bestimmt: „Vor der Geburt ist das Kind unter dem Vorbehalt rechtsfähig, dass es lebendig geboren wird“. Die Rechtsfähigkeit juristischer Personen bestimmt sich in allen EU-Mitgliedstaaten nach dem Recht ihres Sitzstaates.
Erheblich kann die Anwendung ausländischen Rechts werden, wenn es um die Beurteilung der Rechtsfähigkeit Neugeborener geht. Viele Rechtsordnungen lassen den Austritt der Leibesfrucht aus dem Mutterleibe nicht genügen, sondern fordern die Lebensfähigkeit des Neugeborenen über einen gewissen Zeitraum, so beispielsweise in Frankreich und Spanien. Umstritten ist die Handhabung ausländischer Vorschriften durch deutsche Gerichte und Behörden, welche bereits einer Leibesfrucht Rechtsfähigkeit zubilligen. Die herrschende Meinung qualifiziert Art. 7 EGBGB so, dass „Person“ im Sinne dieser Vorschrift nur geborene Menschen erfasst. Dieser Meinung zufolge ist dann die Erbfähigkeit der Leibesfrucht oder ihre Fähigkeit, Zuwendungen unter Lebenden zu erhalten, nach dem Erbrecht oder Schenkungsrecht zu beurteilen, was auf die Person, die vererbt oder der schenkt, anzuwenden ist.